# Rannaküla (Saareküla)
Koordinaten: 58° 25′ N, 23° 4′ O
Rannaküla war bis 2017 ein eigenständiges Dorf (estnisch küla) in der Landgemeinde Laimjala auf der größten estnischen Insel Saaremaa im Kreis Saare, dann wurde es bei der Bildung der neuen Landgemeinde Saaremaa ein Teil des Dorfes Saareküla.

## Einwohnerschaft und Lage
Rannaküla hat heute keine Einwohner mehr (Stand 31. Dezember 2011).
Es liegt direkt an der Ostsee, an der Saastna-Bucht (Saastna laht).